# Lelaps decorata
Lelaps decorata är en stekelart som beskrevs av Walker 1862. Lelaps decorata ingår i släktet Lelaps och familjen puppglanssteklar. Inga underarter finns listade i Catalogue of Life.